# Hugo Andersson (konstnär)
Hugo Oswald Andersson, född 11 juli 1918 i Råå i Helsingborg, död där 19 september 1997, var en svensk möbelsnickare och målare.
Han var son till skepparen Bror Olof Andersson och Hilma Paulsson och från 1947 gift med Henry Andersson. Han var som konstnär autodidakt. För Raus kyrka utförde han intarsiaarbeten. Som bildkonstnär medverkade han i utställningar med Helsingborgs konstförening. Hugo Andersson är begravd på Råå kyrkogård i Helsingborg.